# 海老原嗣生
海老原 嗣生（えびはら つぐお、1964年11月29日 - ）は、経営コンサルタント、編集者。株式会社ニッチモ代表取締役。株式会社リクルートエージェントソーシャルエグゼクティブ、株式会社リクルートワークス研究所特別編集委員。大正大学表現学部特命教授。

## 来歴・人物
麻布高等学校を経て、上智大学経済学部を卒業。リコーを経て、リクルートエイブリックに入社。新規事業や人事制度設計に携わるほか、系列のリクルート ワークス研究所で『Works』（隔月刊。1995年 - ）の編集長にも就任した。2008年に、HRコンサルティング会社、ニッチモを立ち上げ、代表取締役に就任すると同時に、リクルートエージェントの第1号フェロー社員となり、人事経営雑誌「HRmics」（季刊誌。非売品）の編集長になる。

## 主義・主張
- 不景気になると「学生が就職できない」と騒ぎ、景気が上向きになれば「学生が採れない」と騒ぐが、問題はその度に行われる議論の中身である。この種の議論はきまって、「学校卒業時期に限定せず、企業への入り口を広くとるべきだ」とか「企業の選考活動は◯◯月にすべきだ」といった採用時期論、「日本企業の採用基準は曖昧でダメだ」という日本型批判論、そして「それに比べて欧米企業では、職種別採用を行っていて採用基準が明確だ」「欧米企業を見習うべきだ」という欧米型礼賛論といった角度から行われる。海老原が指摘するのは、こうした議論の危うさである。『お祈りメール来た、日本死ね 新卒一括採用と雇用システム』では日本企業の採用の問題を制度的補完性の点から議論されなければならないという立場と、安易な欧米型礼賛や表面的な模倣の中に日本の課題の処方箋はないという立場である[3]。
- 全ての数学の定理は「1+1=2」「平行線は交わらない」という2つの公理から成り立っているとした。

## 著書
- 『雇用の常識「本当に見えるウソ」』プレジデント社 2009（後、ちくま文庫 2012）
- 『面接の10分前、1日前、1週間前にやるべきこと - 会場に行く電車の中でも「挽回」できる!』プレジデント社 2010
- 『2社で迷ったらぜひ、5社落ちたら絶対読むべき就活本- 受ける順序を変えるだけで内定率アップ』プレジデント社 2011
- 『「若者はかわいそう」論のウソ』扶桑社新書 2010
- 『課長になったらクビにはならない 日本型雇用におけるキャリア成功の秘訣』朝日新聞出版 2010
- 『学歴の耐えられない軽さ やばくないか、その大学、その会社、その常識』朝日新聞出版 2009
- 『仕事をしたつもり』星海社新書 2011
- 『日本人はどのように仕事をしてきたか』中公新書ラクレ 2011
- 『もっと本気でグローバル経営ー海外進出の正しいステップ』東洋経済新報社 2011
- 『偏差値・知名度ではわからない就職に強い大学・学部』朝日新書 2011
- 『女子のキャリア』[ちくまプリマ-新書] 2012
- 『危ない大学』〔山内太地・倉部史記・諸星裕との共著〕（洋泉社・新書y）2012
- 『日本で働くのは本当に損なのか 日本型キャリアVS欧米型キャリア』[PHPビジネス新書] 2013
- 『いっしょうけんめい「働かない」社会をつくる』PHP新書 2014
- 『なぜ7割のエントリーシートは、読まずに捨てられるのか? 人気企業の「手口」を知れば、就活の悩みは9割なくなる』東洋経済新報社 2015
- 『お祈りメール来た、日本死ね 新卒一括採用と雇用システム』文春新書 2016
- 『人事の成り立ち 「誰もが階段を上れる社会」の希望と葛藤』白桃書房 2018
- 『人事の組み立て~脱日本型雇用のトリセツ~欧米のモノマネをしようとして全く違うものになり続けた日本の人事制度』 日経BP 2021
- 『マーケティングとクリエイティブをもう一度やり直す 大人のドリル』 日経BP 2023